# Coilia macrognathos
Coilia macrognathos är en fiskart som beskrevs av Pieter Bleeker 1852. Coilia macrognathos ingår i släktet Coilia och familjen Engraulidae. Inga underarter finns listade i Catalogue of Life.